# NGC 2301
NGC 2301 (другое обозначение — OCL 540) — рассеянное скопление в созвездии Единорог.
Этот объект входит в число перечисленных в оригинальной редакции «Нового общего каталога».
Является молодым и богатым металлами рассеянным скоплением. Диаграмма Герцшпрунга-Рассела для NGC 2301 показывает чётко определённую главную последовательность, которая включает в себя звёзды спектральных классов от позднего B до среднего M.